# Mrežna kamera
Mrežna kamera (angl. network camera) je video kamera z možnostjo priklopa na računalniško ethernet omrežje. Omogoča uporabnikom opazovanje žive slike in opcijsko tudi poslušanje zvoka (kadar ima mrežna kamera vgrajen mikrofon) preko lokalnega računalniškega omrežja ali spleta. Mrežna kamera za svoje delovanje NE POTREBUJE računalnika (za razliko od USB kamer). Običajno mrežna kamera podpira MJPEG ali MPEG4 kompresijo.
Mrežne kamere so v preteklosti podpirale samo klasične PAL (do 720x576 pixlov)/NTSC video ločljivosti. Z razvojem CMOS in CCD senzorjev pa so se ločljivosti senzorjev povečale na megapixel ločljivosti = megapixel kamera. Običajno ločljivosti megapixel kamer označujemo po številu točk v sliki, ki jo takšna kamera daje, recimo kamera, ki daje sliko 1280 x 1024 pixlov = cca. 1.3 miliona točk (magapixlov) ali s kratico poimenovana takšna kamera 1.3 MP. V praksi se zato uporabljajo poimenovanja ločljivosti megapixel kamer 1.3 MP, 2MP, 3MP, 5MP, 8MP... Vsem tem kameram je še vedno skupno to, da za prenos podatkov uporabljajo mrežni vmesnik.
Mrežne kamere se uporabljajo za samostojno opazovanje ljudi in predmetov, pošiljanje občasnih slik v splet (na ftp strežnik) ali v povezavi s programsko opremo za snemanje mrežnih kamer za namen video nadzora - varovanja.